# 瓦倫斯拜克市鎮
瓦倫斯拜克市鎮（丹麥語：Vallensbæk Kommune）是丹麥的一個市鎮，位於西蘭島東岸。屬首都大区。面積9.15平方公里，2009年人口13,365人。首府瓦倫斯拜克。